# Опсада Котор Вароша
Опсада Котор Вароша одвијала се током рата у БиХ и трајала је од 11. до 25. јуна 1992. године. У сукобу су учествовали Хрватско вијеће обране (ХВО) и Армија Републике Босне и Херцеговине на једној страни, против Војске Републике Српске (ВРС), у Котор Варошу и његовим селима. Котор Варош је била опкољена од стране ВРС-а и током прољећа и љета 1992. године. Водиле су се тешке борбе, које су завршене заузимањем Котор Вароши и почетком операције Врбас '92 за заузимање Јајца.

## Позадина
Датума 18. новембра основана је аутономна Хрватска заједница Херцег-Босна (ХЗ-ХБ), која је тврдила да нема сецесијски циљ и да ће служити као "правни основ за локалну самоуправу". У одлуци о оснивању је наведено да ће Заједница „поштовати демократски изабрану власт Републике Босне и Херцеговине све док постоји државна независност Босне и Херцеговине у односу на бившу, или било коју другу Југославију“. За њеног председника установљен је Мате Бобан.
Иако је град Котор Варош имао нешто више Срба него Хрвата, Хрвати су били савезници са Бошњацима, па су имали већину и плус, околна села су имала хрватску и бошњачку већину. Хрвати су Котор Варош сматрали својим градом и уврстили га у карте Херцег-Босне. Циљ Хрвата и Бошњака био је чишћење Срба од општине и повезивање са територијом под контролом власти. У априлу су многи Срби напустили Котор Варош због страха од присуства ТОБиХ и ХВО-а у граду. Српски цивили који су остали злостављани су, убијани и пљачкани као што су и у Купресу и Броду. Неки од злочина догодили су се чак и након што је ослобођен Котор Варош. Један од најпознатијих био је масакр у Сердарима који је починила АРБиХ.

## Ток догађаја
Српски војници су 11. јуна 1992. напали град Котор Варош. У граду је избила пуцњава, на једној страни ВРС, а на другој АРБиХ и ХВО, цивили су били у паници. Срби су гранатирали и град из околине. Село Вечићи је нападнуто тешком артиљеријом и ваздушним нападима, док су Ханифићи, Плитска и Котор нападнути и запаљени. Врбањци су били мешовито село са већинским муслиманским и хрватским становништвом. Дана 11. јуна 1992. ухапшено је неколико несрба из Врбањаца и одведено у правцу Котор Вароши. Градске борбе су завршиле 12. јуна и град је ослободила Војска Републике Српске. Дана 13. јуна, војници ВРС-а су напали и гранатирали село Хрваћани. Срби су многе Муслимане и Хрвате натерали да побегну у шуму. Муслимани и Хрвати су 19. јуна предали оружје и вратили се у град.
У Котор Варошу 25. јуна дошло је до поновне пуцњаве између АРБиХ и ВРС под командом Слободана Дубочанина, побуњени припадници АРБиХ су били поражени. У септембру преко 1.000 хрватских и муслиманских цивила, уз 500 војника који су се крили по шумама су предали наоружање, напустили општину Котор Варош и отишли према Травнику.